# Afrika i Aalborg
Afrika i Aalborg er en dokumentarfilm fra 2002 instrueret af Mette Knudsen efter eget manuskript.

## Handling
Via portrættet af to charmerende, fremmedartede kvinder foretager filmen et punktnedslag i en fjerntliggende kultur, nemlig den afrikanske, placeret i et hjørne af det nordlige Europa, nærmere bestemt Aalborg. Filmen giver både et indblik i det multikulturelle Danmark, samt udgør et positivt og værdigt modbillede til det foruroligende, negative hade-billede, der efterhånden er blevet det gængse, når der tales om udlændinge herhjemme. For mange danskere er en udlænding i dag nærmest pr. definition ensbetydende med en 2. generations, ung, arbejdsløs muslim - dvs. = en potentiel trouble maker og nasser på det sociale system.